# Салават (имя)
Салават (араб. صَلَوَات‎; баш. МФА: Салауато файле; тат. Салават) — мужское имя, в переводе с арабского означает хвалебные молитвы. Популярно у башкир и татар.
Именем Салават назван один из астероидов (в честь города Салават).
От имени происходит фамилия Салаватов, топоним Салаватово.